# Emma Iranzo Martín
María Concepción Enma Iranzo Martín, née le 1er février 1959 à Madrid, est une femme politique espagnole du Parti populaire.

## Biographie
Elle est diplômée en pharmacie de l'Université Complutense de Madrid en 1982 et doctorante en biochimie et toxicologie des produits chimiques. Elle a travaillé dans le Département de la radioprotection et de l'Environnement, en 1989, la Commission de l'énergie nucléaire en 1990 et le Centre pour l'énergie, de l'Environnement et de la technologie (CIEMAT) Institut de l'Environnement. 
Plus tard, elle rejoint le Parti populaire, et est élue maire de Requena (1995 à 2003) et présidente de la période (1999-2003) FVMP. ELle cesse d'exercer ses fonctions quand elle est nommée directrice générale de l'irrigation et les infrastructures agricoles en (2003-2007). Elle a été élue député de la province de Valence dans les élections au Corts valenciennes en 2007.